# Vítězslav Juřina
Vítězslav Juřina, křtěný Viktor (23. prosince 1899 Hrušov – 26. července 1985 Ostrava) byl český hudební skladatel, pedagog a dirigent. V letech 1919–1922 studoval na hudebním pedagogiu a varhanické škole na Mariánských Horách a současně odborné skladební disciplíny u ostravského hudebního pedagoga Rudolfa Wünsche.[zdroj?]
Prosadil se v oblasti symfonické hudby, komorní hudby, dechové hudby, písňové tvorby a skladeb pro pěvecké sbory.[zdroj?]

## Životopis
Narodil se v početné rodině Antonína Juřiny. Po absolutoriu odjel do Jugoslávie, kde od roku 1922 do roku 1925 vyučoval zpěv na reálném gymnáziu v Sinji a zároveň zde pracoval jako sbormistr a dirigent. Od roku 1925 do roku 1929 byl kapelníkem městské hudby v Makarske.[zdroj?]
Po návratu do rodného Hrušova se věnoval hudebně pedagogické činnosti. V roce 1932 v Brně složil státní zkoušky ze hry na klavír a dirigování orchestru a poté v letech 1932–1947 pracoval jako kapelník Ostravské hornické hudby. V letech 1933 založil soukromou hudební školu v Hrušově, na této škole působil jako hudební pedagog a ředitel i po jejím zestátnění v roce 1946.[zdroj?] Po skončení 2.světové války svoji soukromou hudební školu v Hrušově musel nechat převést pod MěNV Ostrava a spravoval ji jako ředitel v letech 1946-1957.
V letech 1949-1952 byl uměleckým vedoucím hudebního dorostu a žactva v moravskoslezské Sokolské župě Jana Čapka. V roce 1957 byl vzhledem ke svým odborným kvalitám ustanoven ředitelem hudební školy v Ostravě-Porubě, ačkoliv nikdy nebyl členem KSČ, a spravoval ji až do svého penzionování v roce 1959.[zdroj?]

## Dílo
V Makarske zaujal Vítězslava Juřinu místní folklor, který ho inspiroval k úpravám jihoslovanských písní – Od Balkánu k Uralu, pro mužský, smíšený sbor, a k vytvoření orchestrálních směsí. Dále vytvořil také barkarola serenádu Živila Makarska.
V době činnosti v Ostravské hornické hudbě vznikly z obdivu k tvrdé hornické práci oceňované a i v pozdější době často hrané skladby Hornické mládí, Otevřte brány a pochod Veselí havíři. Na světové výstavě v Paříži v roce 1937 zazněla jeho skladba inspirovaná hornickými písněmi z Ostravska – Z kraje černých démantů.
Láska k turistice, Alpám a horám vůbec se odráží především ve skladbách Alpinia, Vivat Alpinismus, Horalská veselice, případně Alpská lidová slavnost.[zdroj?]
Až do konce svého života se zabýval komponováním skladeb pro smyčcový a dechový orchestr, v roce 1977 vzniklo dílo Concertino pro klavír a smyčcový orchestr a v roce 1979 cyklus Z rodného kraje. Vytvořil 4 orchestrální symfonické tance: Partyzánský tanec, Jihoslovanský tanec , Polský tanec a Bulharský tanec. Své hudebně pedagogické zkušenosti zúročil v instruktivních skladbách pro žáky hudebních škol, i pro individuální a souborovou hru. Pro žákovský pěvecký soubor upravil písně slezské, české, slovenské, ruské, polské, ukrajinské a bulharské.[zdroj?] Mnoho let spolupracoval s Ostravským dechovým orchestrem Ostravanka a Hornickou dechovou hudbou z Moravské Ostravy. Český rozhlas vysílal v jejich provedení zejména Koncertní valčík pro dechový orchestr a tři pozouny, Capriccio pro hoboj s dechovým orchestrem, Brilantní valčík se sólovým klarinetem, Burleskní kvapík pro dva klarinety a Burleska pro fagot.

### Další díla
- Klavírní a instruktivní skladbičky pro ZUŠ
- Skladby pro dechový orchestr
- Skladby pro smyčcový orchestr
- Skladby pro symfonický orchestr[zdroj?]

### Nejpopulárnější skladby
Z jeho skladeb pro dechový orchestr byla nejpopulárnější píseň Hornické mládí na text Ericha Sojky nebo pochod Otevřte brány.[zdroj?]